# Günter Wendisch
Günter Wendisch (* 21. Dezember 1944) ist ein ehemaliger deutscher Fußballspieler, der 1973 für die BSG Stahl Riesa in der DDR-Oberliga, der höchsten Fußballklasse im DDR-Fußball, spielte.

## Sportliche Laufbahn
Seine ersten Spiele in den DDR-weiten Fußball-Ligen bestritt Günter Wendisch in der Saison 1967/68. Vom zweitklassigen DDR-Ligisten FSV Lokomotive Dresden wurde er in vierzehn Punktspielen eingesetzt. In den beiden folgenden Spielzeiten gehörte er zum Spielerstamm der FSV, von den 60 DDR-Liga-Spielen bestritt er 47 Partien und schoss drei Tore. Zur Saison 1970/71 wechselte er zum Oberligisten Dynamo Dresden. Dort wurde er nur in der zweiten Mannschaft aufgeboten, für die er zwei Punktspieltore erzielte, aber nur achtmal eingesetzt. Anschließend wurde er zur Nationalen Volksarmee eingezogen, konnte aber bei der Armeesportgemeinschaft (ASG) Vorwärts Löbau in der Saison 1971/72 in der DDR-Liga alle 22 Punktspiele bestreiten. Mit seinen sechs Toren wurde er Torschützenkönig der Löbauer. Nach Beendigung seines Wehrdienstes schloss sich Wendisch der Betriebssportgemeinschaft (BSG) Stahl Riesa an. Deren erste Fußballmannschaft war gerade aus der Oberliga in die DDR-Liga abgestiegen. In der DDR-Liga-Saison 1972/73 schaffte sie nach 22 Punktspielen und acht Aufstiegsspielen die sofortige Rückkehr in die Oberliga. Wendisch wurde in fünfzehn Ligaspielen und allen acht Aufstiegsrundenspielen eingesetzt. Für die Saison 1973/74 wurde Wendisch zwar für die Riesaer Oberligamannschaft nominiert, erhielt aber erst eine Chance, als Mittelfeldspieler Christian Berger während der Hinrunde mehrfach ausfiel. An dessen Stelle kam Wendisch zwischen dem 6. und 10. Oberligaspieltag zum Einsatz, danach wurde er in der Oberliga nicht mehr aufgeboten. Nach dem Saisonende kehrte er zur FSV Lok Dresden zurück, wo er noch zwei Spielzeiten in der DDR-Liga aktiv war. In den 44 Punktspielen dieser Zeit kam er 34-mal zum Einsatz. Im Sommer 1976 beendete er 31-jährig seine Laufbahn im höherklassigen Fußball. Innerhalb von neun Spielzeiten war er auf fünf Oberligaeinsätze gekommen und hatte in 138 DDR-Liga-Spielen mitgewirkt, in denen er auch 15-mal zum Torerfolg kam.